# بني يزقن
آت اسجن هي منطقة في مزاب، تقع بالقرب من تغردايت شمال الصحراء الجزائرية جنوب الجزائر العاصمة. تم تصنيفها على أنها من التراث العالمي للبشرية من قبل اليونسكو.

## معنى الاسم
اسم بني يزقن يعني أبناء أولئك الذين يحملون الإيمان.

## تعداد السكان
في أوائل العقد الأول من القرن الحادي والعشرين، كانت المدينة تضم ما بين سبعة آلاف وثمانية آلاف نسمة داخل الأسوار، وقد زاد التعداد ليصل حوالي 28000 نسمة حاليا 2022م في المدينة الحديثة.
ينقسم السكان إلى عدة أجزاء لكل منها لجنة اجتماعية ويتحدثون اللغة المزابية.

## منع التدخين
منذ الاستقلال يمنع التدخين في المدينة للمقيم والزائر. حيث تعرف المنطقة توافدا كبيرا للسياح حتى من السلك الدبلوماسي المعتمد في الجزائر، ورغم مكانتهم الرفيعة إلا أن قرار منع التدخين لم يتم خرقه. ويتعاون سكان «بني يزقن»، ويبلغ عددهم اليوم زهاء 18 ألف نسمة على احترام هذا التقليد المتوارث عن علماء المذهب الأوائل الذين استقروا بالمكان، واليوم توجد السلطة المعنوية بيد هيئة اسمها «العزّابة» تسهر على احترام القوانين العرفية، منها منع التدخين، فضلا عن تسيير شؤون حياة الناس في بني يزقن.

## تراث
تم تصنيف مدينة بني يزقن وبقية وادي مزاب كمواقع للتراث العالمي من قبل اليونسكو منذ عام 1982م. من بين القطاعات المحمية، حافظ قصر بني يزقن منذ تأسيسه على نموذجه التنظيمي، ولا سيما السور الذي يحده من الداخل زقاق ويحتوي على أبراج مراقبة.
تقدم بني يزقن خطة هرمية، مثل كل قصور بنتابوليس، يتم تنظيم تخطيطها المركزي حول المسجد ومئذنته. أهم ما يميز المدينة هو برج بوليلة. لها بابان رئيسيان يقعان في الشمال والجنوب: باب شرقي وباب غربي وثلاث بوابات أخرى تؤدي إلى المقابر المختلفة. تم إنشاء مدخل المدينة من خلال باب ثقيل، مصنوع من جذوع النخيل. ويوجد في المدينة مسجد آخر أيضًا.

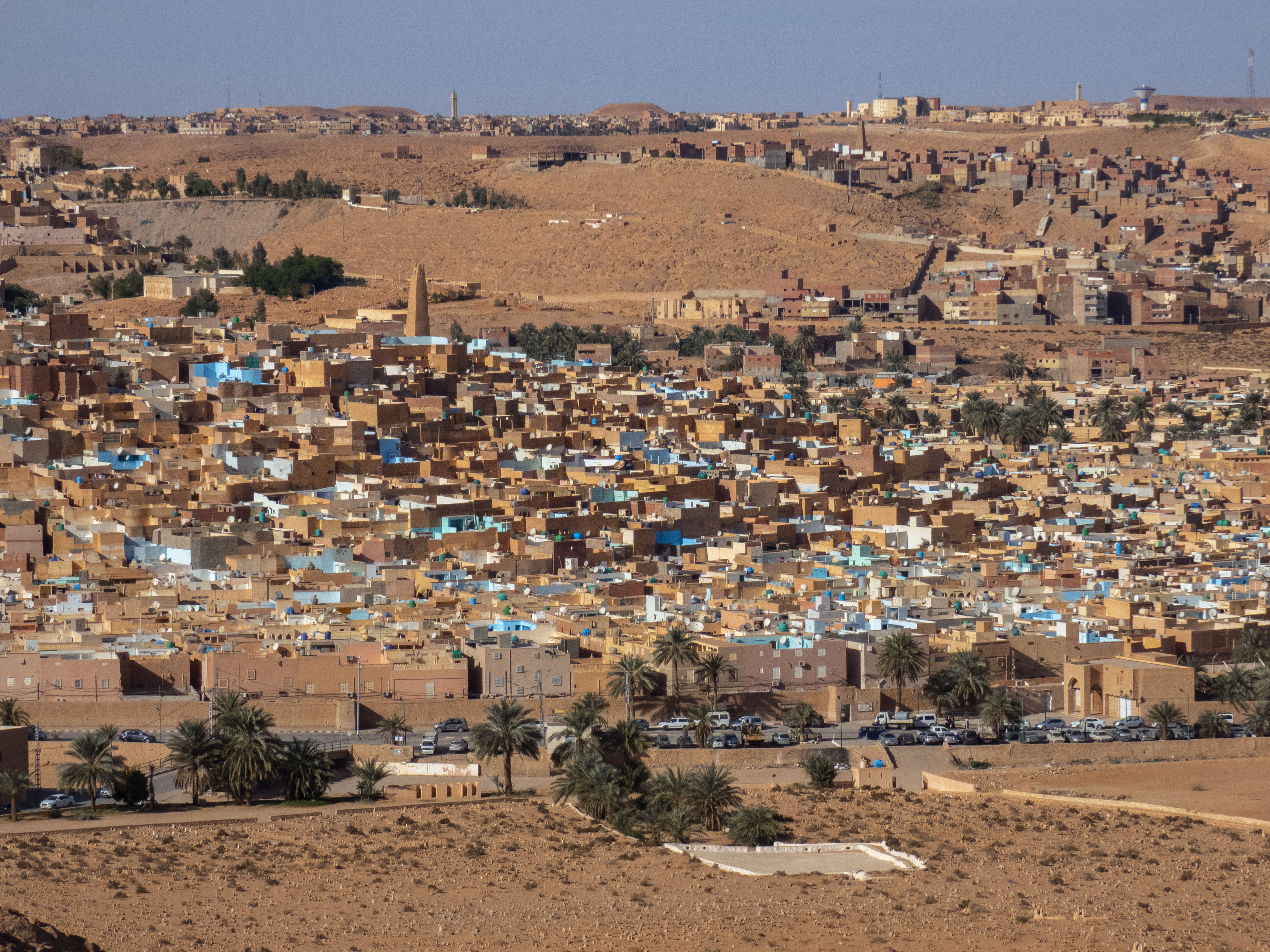
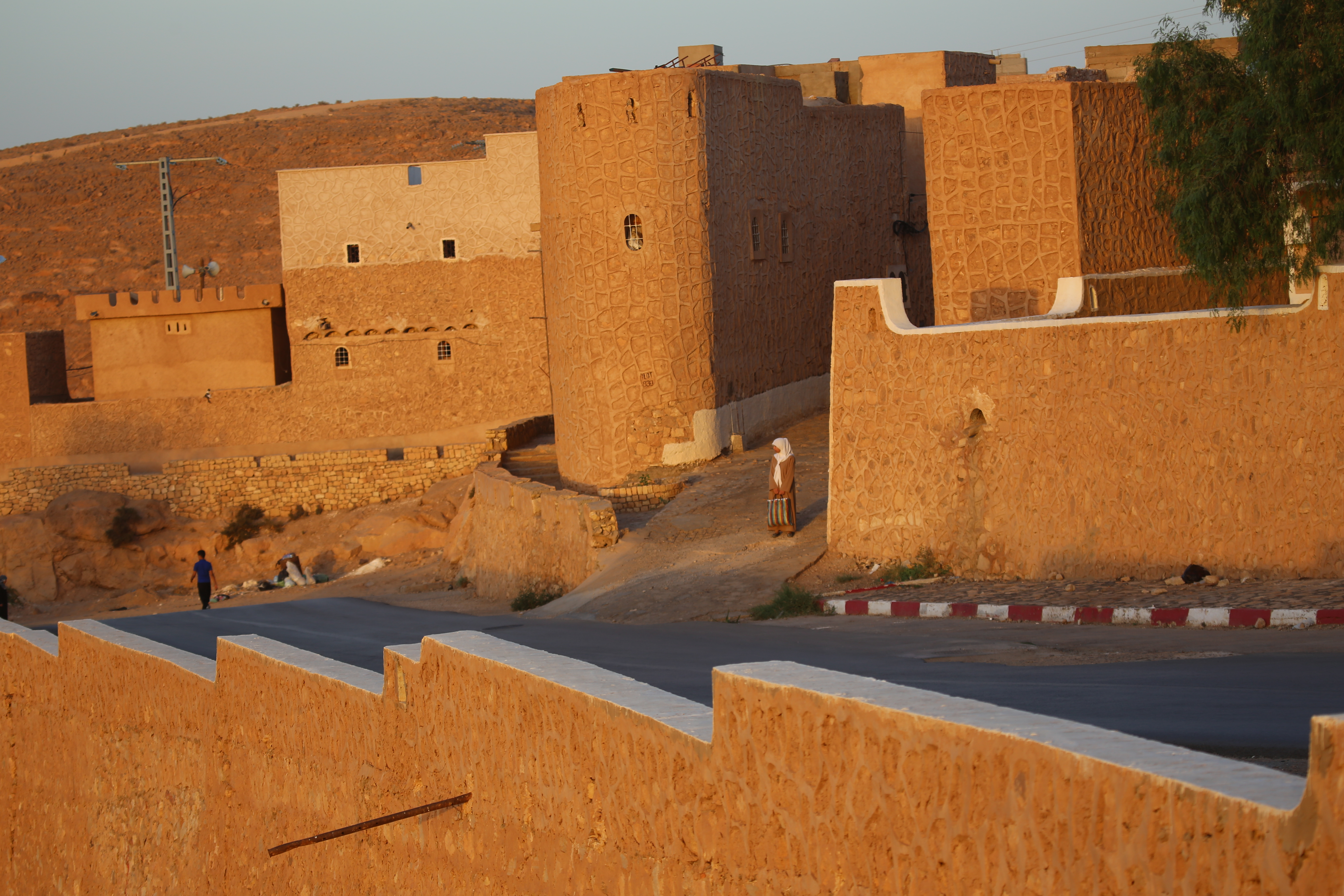
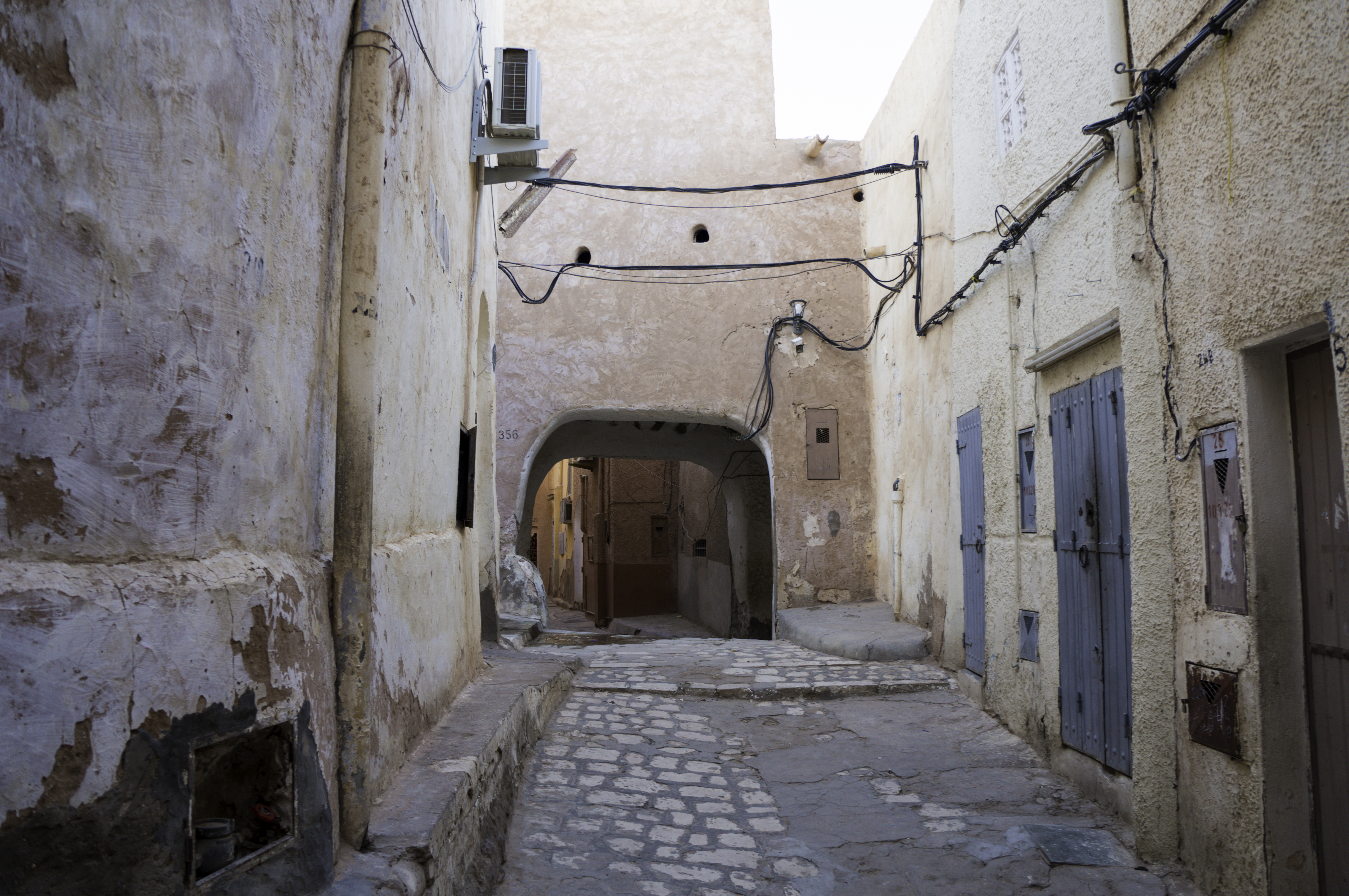
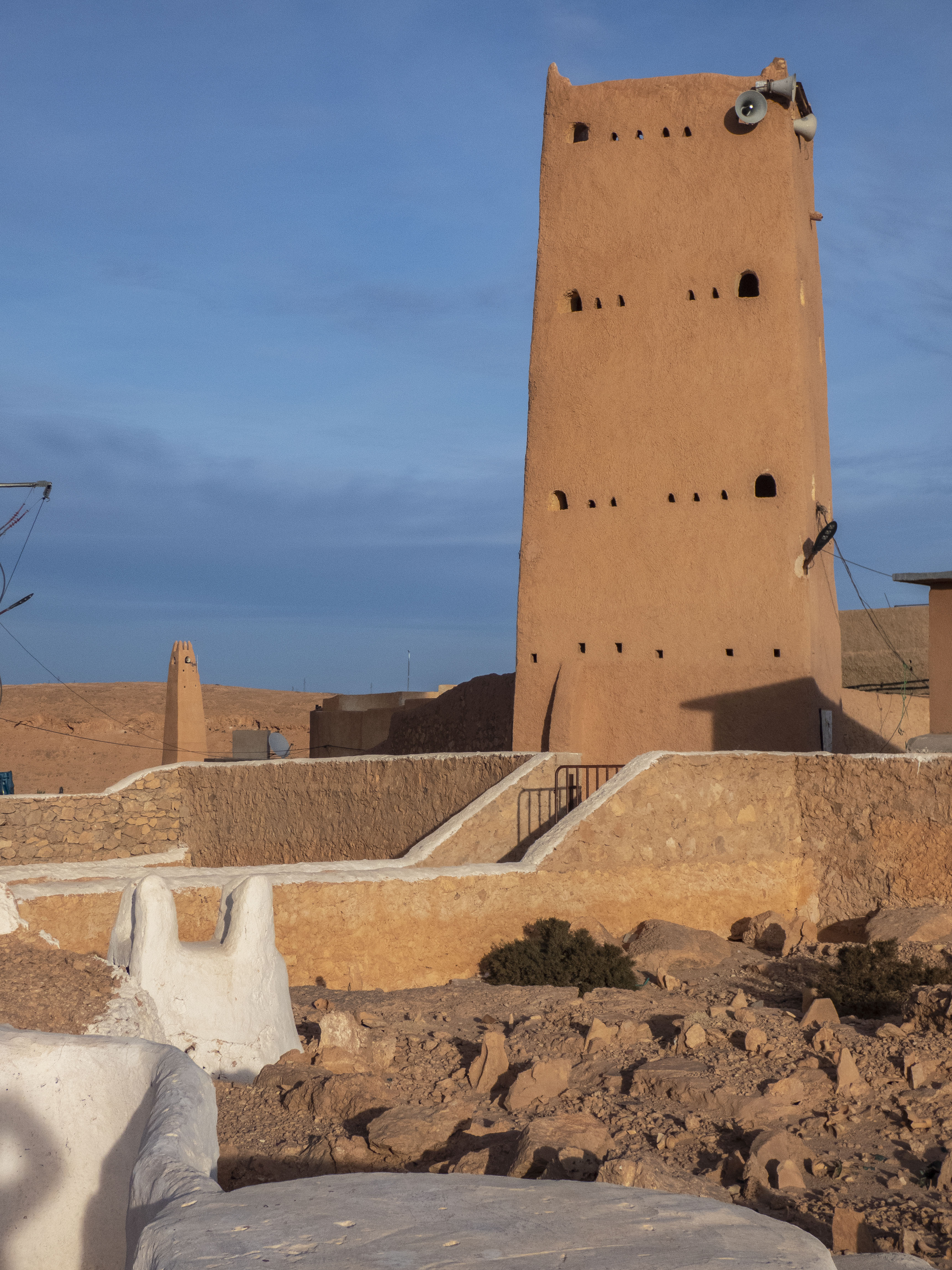
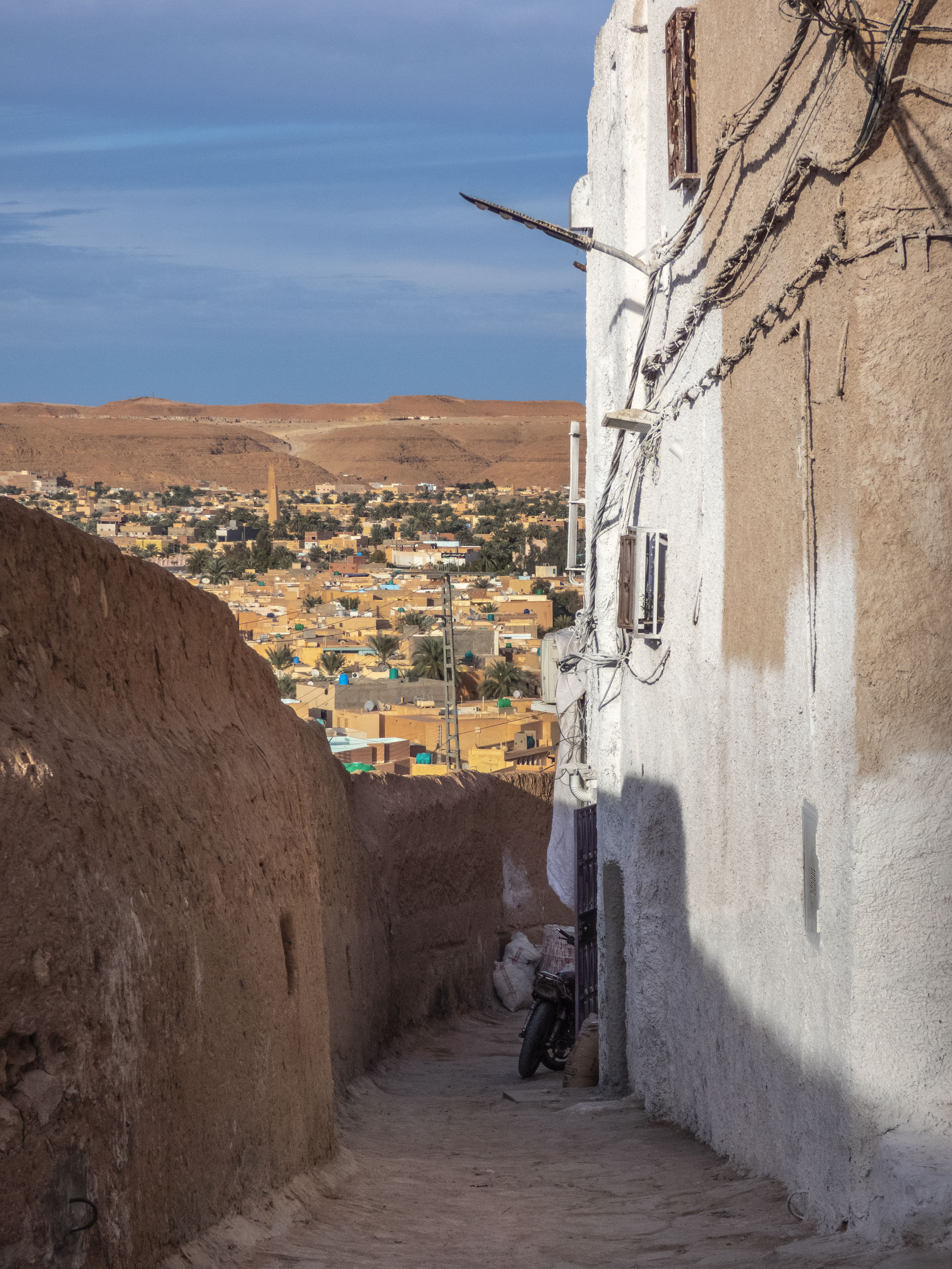
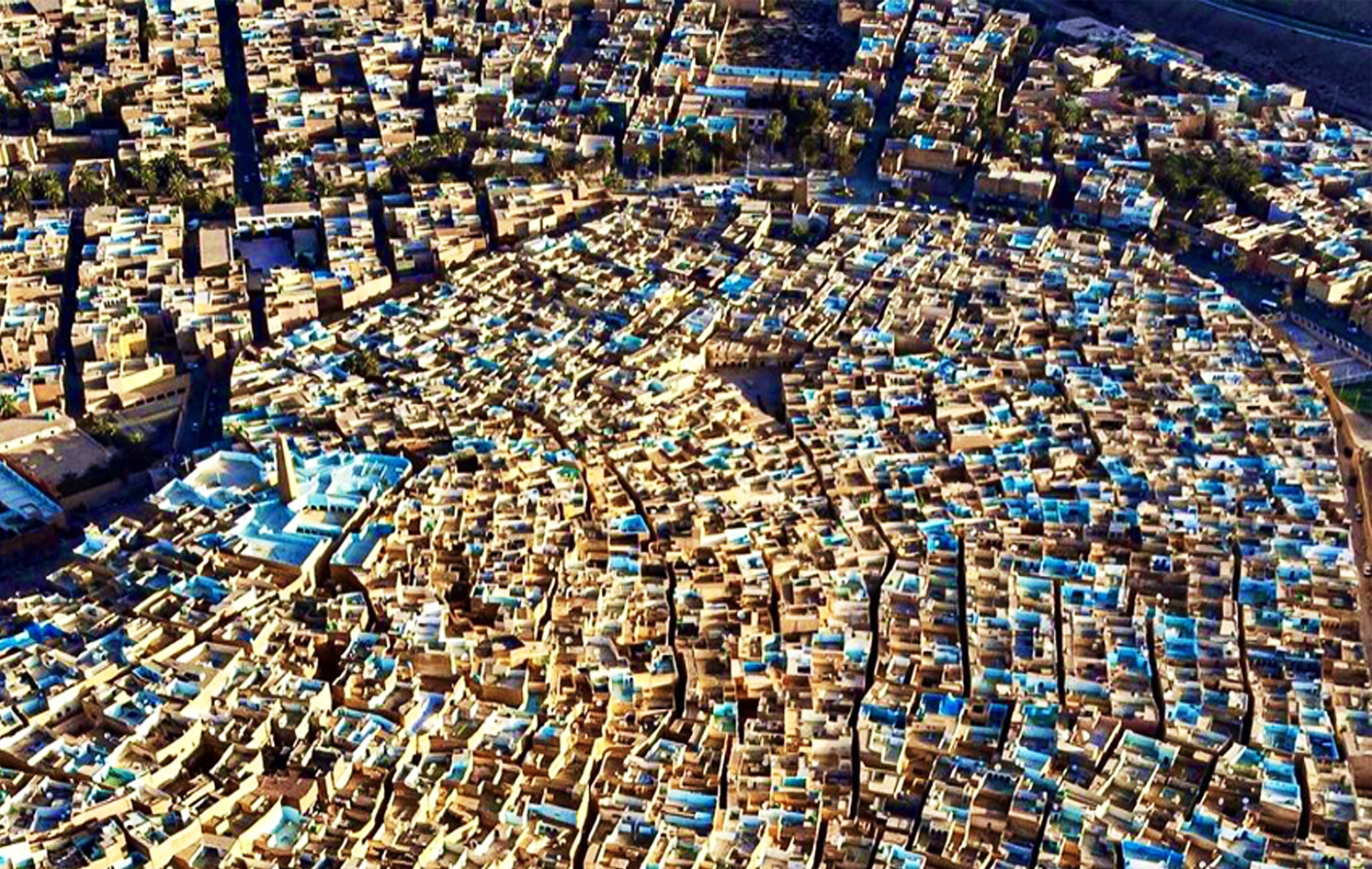
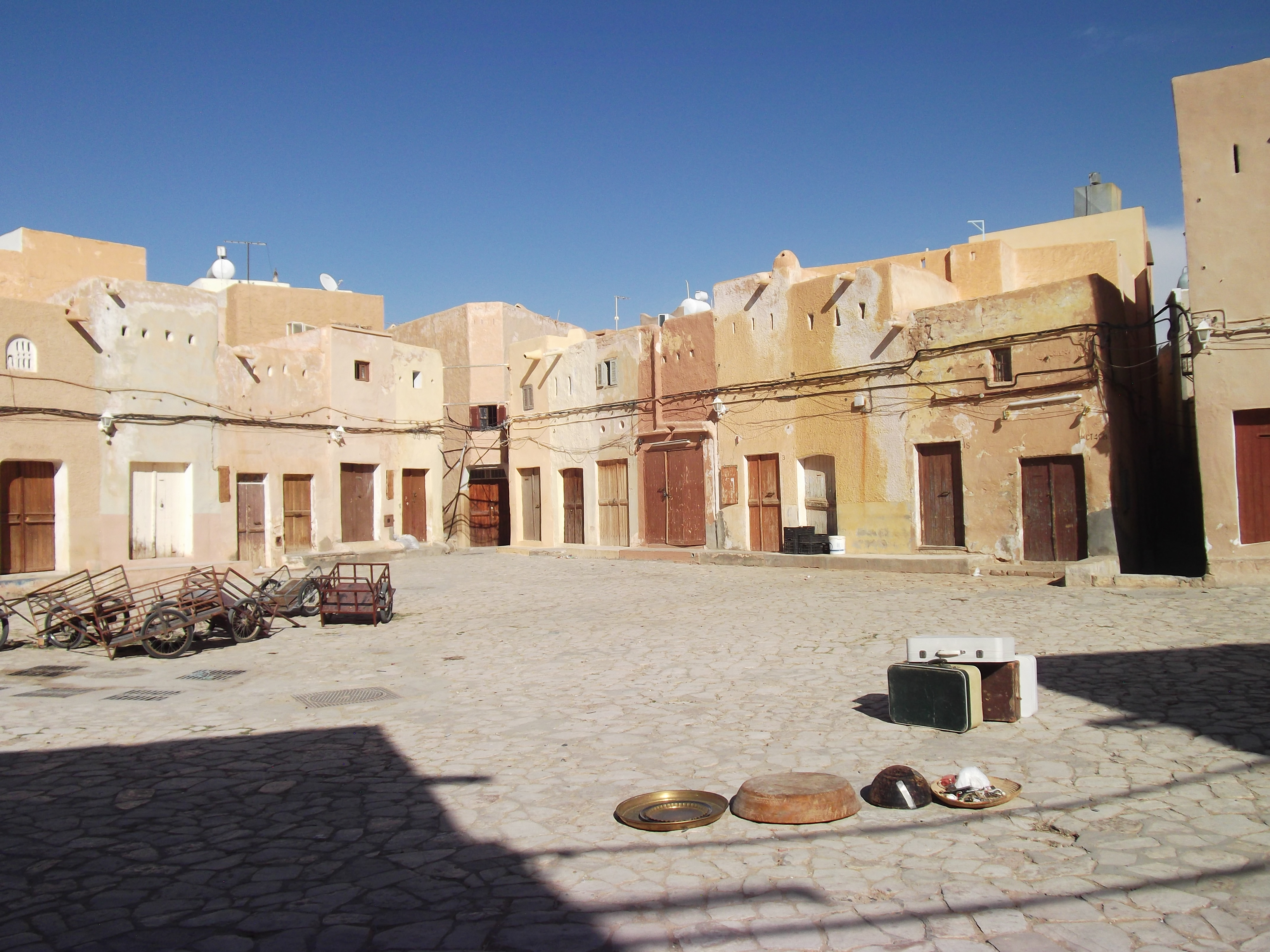
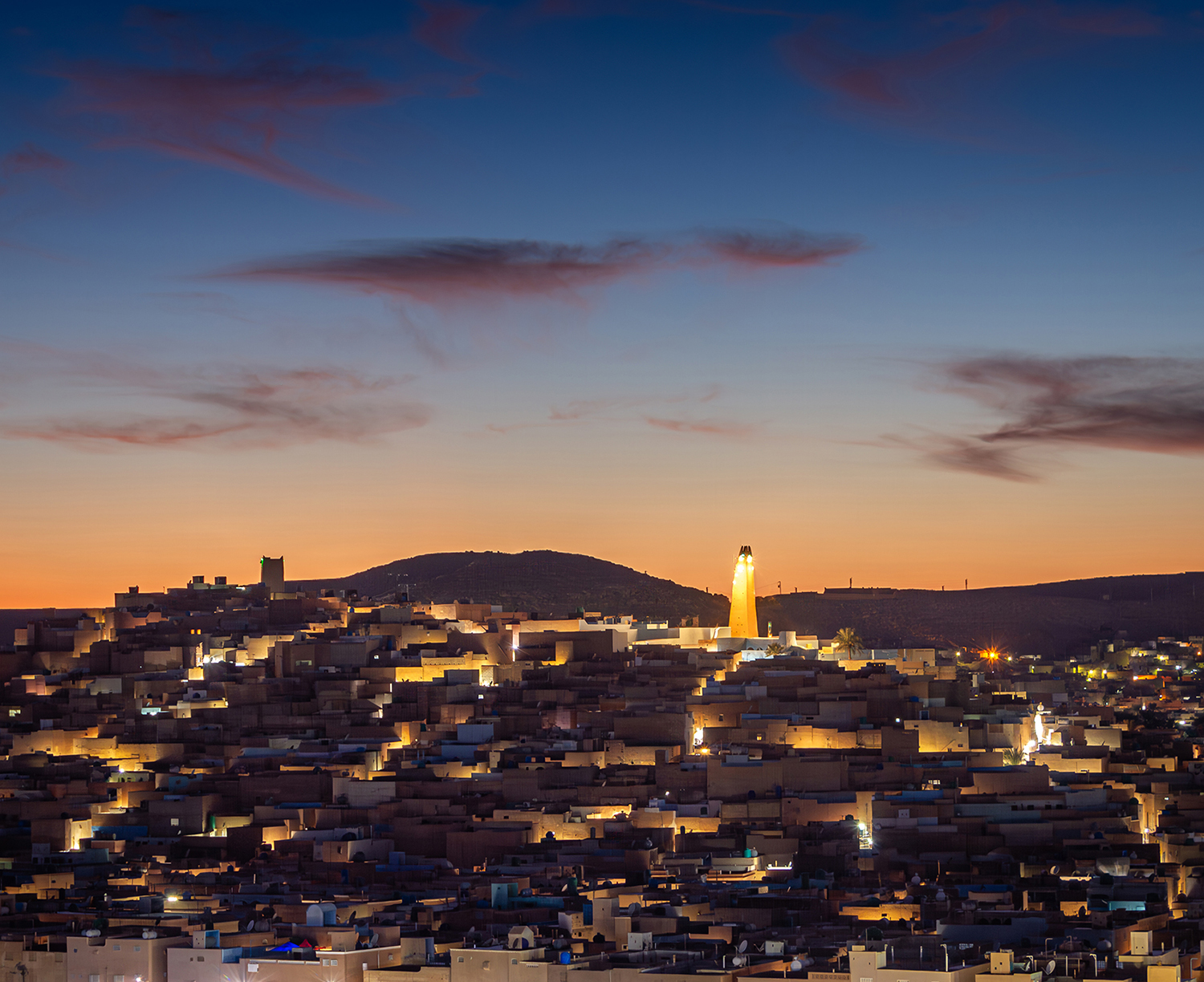